# Tabanus fragai
Tabanus fragai är en tvåvingeart som beskrevs av Travassos Dias 1955. Tabanus fragai ingår i släktet Tabanus och familjen bromsar.
Artens utbredningsområde är Moçambique. Inga underarter finns listade i Catalogue of Life.